# بيبر (برنامج)
تطبيق بيبر (بالإنجليزية: Beeper)‏ هو عبارة عن تطبيق مراسلة واحد موحد لجميع خدمات التراسل على كل الانظمة ويشمل في ذلك تقديم آي مسج على الأندرويد، بحيث يكون التطبيق مدعوم على كلٍ من انظمة أندرويد وآي أو إس وكذلك وماك وويندوز وحتى نظام لينكس. واجهة التطبيق ستكون موحدة لكل التطبيقات.
في التطبيق بامكانك إجراء عمليات بحث وتصفية بشكل سهل وسيعتمد التطبيق على نظام يسمى ماتركس وكذلك بريدجس والتي تربط تطبيق بيبر بجميع المنصات الأخرى التي يدعمها الخاصة بالدردشة والمحادثة.

## التطبيقات التي يمكنك دمجها في التطبيق
- فيسبوك ماسنجر.
- آي مسج.
- أندرويد الرسائل النصية.
- تيليجرام.
- توتير.
- سيجنال.
- سلاك.
- إنستجرام.
- سكايب.
- شبكة بيبر.
- واتساب.
- ماتريكس.
- بروتوكول الدردشة عبر الإنترنت.
- ديسكورد.
- جوجل هانج آوتس.